# Бараново (Ливенский район)
Бара́ново — село в Ливенском районе Орловской области России. Входит в состав Вахновского сельского поселения.

## География
Село находится в юго-восточной части Орловской области, в лесостепной зоне, в пределах центральной части Среднерусской возвышенности, на расстоянии 18 км к юго-западу от города Ливны, административного центра района, и 126 км к юго-востоку от города Орёл, административного центра области.

### Климат
Климат умеренно-континентальный (в классификации Кёппена — Dfb), с умеренно холодной зимой и тёплым летом. Средняя многолетняя температура самого холодного месяца (января) составляет −9,2 °C (абсолютный минимум — −39 °C); самого тёплого месяца (июля) — 18,8 °C (абсолютный максимум — 38 °C). Безморозный период длится около 140—150 дней. Среднегодовое количество атмосферных осадков составляет 515 мм, из которых большая часть (около 360 мм) выпадает в тёплый период. Снежный покров держится в течение 120—130 дней.

### Часовой пояс
Село Бараново, как и вся Орловская область, находится в часовой зоне МСК (московское время). Смещение применяемого времени относительно UTC составляет +3:00.

## Население
| 2002 | 2010 |
| ---- | ---- |
| 482  | ↗520 |

### Национальный состав
Согласно результатам переписи 2002 года, в национальной структуре населения русские составляли 94 % из 482 чел.

## Известные уроженцы
- Белозерцев, Иван Александрович (род. 1958) — российский государственный и политический деятель.